# Kostel svatého Jana Nepomuckého (Lány na Důlku)
Kostel svatého Jana Nepomuckého se nalézá v obci Lány na Důlku, místní části města Pardubice. Barokní kostel vytváří významnou dominantu celé obce. Kostel je chráněn jako kulturní památka. Národní památkový ústav tento kostel uvádí v katalogu památek pod rejstříkovým číslem ÚSKP 100056.

## Historie kostela
Na místě nynějšího kostela byl roku 1787 postaven dřevěný kostel. Tento dřevěný kostel rozbořil 1798 velký vítr. Následně byl roku 1802 postaven současný zděný kostel. V roce 1855 byla při kostele zřízena fara. V roce 2018 je kostel svatého Jana Nepomuckého v Lánech na Důlku filiálním kostelem římskokatolické farnosti v Rosicích nad Labem.

## Popis kostela
Kostel svatého Jana Nepomuckého je nepřesně orientovaná stavba (osa ve směru severozápad – jihovýchod) s odsazeným pětibokým presbytářem. Vstupní průčelí s věží je přivrácené k silnici, zbylé tří strany jsou obklopené hřbitovem. Kostelní loď má neckovou klenbu (není zřejmé, zda pravou, či dřevěnou), doplněnou štukovým zrcadlem a ozdobným rámováním. Loď je 16,3 m dlouhá a 10,5 m široká, presbytář je 8 m dlouhý a 6,50 m široký, sakristie je 5,20 m dlouhá a 4,50 široká. Vítězný oblouk má stlačený záklenek s náběžními patkami.

## Vybavení kostela
Hlavní oltář je barokní s obrazem svatého Jana Nepomuckého 2,5 m vysoký a 1,5 m široký.
Vlevo v kostelní lodi se nalézá oltář s obrazem sv. Josefa z 1. poloviny 19. století. Obraz je 1,30 m vysoký a 0,90 m široký s empírovým rámem. Na oltáři se nalézá sedm sošek 42 cm vysokých a 20 cm širokých a dva cínové svícny 34 cm vysoké.
Na pravé straně kostelní lodi se nalézá oltář Panny Marie pocházející z 1. poloviny 19. století, s empírovým rámem. Obraz má rozměry 1,25 x 0,7 m. Na oltáři je dále sedm sošek z 18. století, 42 cm vysokých a 20 cm širokých. V kostelní lodi se nalézá křížová cesta z 18. století, jednotlivé obrazy mají rozměry 1,50 x 1,0 m. Na severní straně je kazatelna, podepřená zděnou konzolou.
Empírová dřevěná křtitelnice je 1,47 m vysoká a 0,51 m široká. Vpravo pod chórem se nalézá barokní Boží hrob. 
Tabernákulum a sochy sv. Jana a Panny Marie jsou barokní z 18. století o rozměrech 1,0 x 0,3 m. Pod kůrem se nachází obraz Panny Marie z 19. století o rozměrech 1,1 x l,0 m. Dále se zde nalézá dřevěný barokní oltář a tabernákulum o rozměrech 1,1 x 1,0 m s reliéfem Večeře Páně.
Na choru vpravo se nalézá obraz sv. Markéty, olej na plátně z 18. století s nápisem: S. Margaritha de Cottona Ora Minor 5.P. 1728. Obraz má rozměry 1,05 x 0,80 m. Vlevo na choru se nachází obraz sv. Václava, rovněž olej na plátně z 18. století o rozměrech 1,05 x 0,83 m.
Na věži s hodinovým strojem od firmy B. Proněk z Čáslavi se nalézají tři zvony:
- Velký zvon 82 cm vysoký a 60 cm široký o hmotnosti 10 centů pocházející z roku l685, na zvonu je reliéf krucifixu a nápis: Hodie si vocem ejus audientis nolite obdurare corda vostra. Ao 1658 comparata haec campana ad honorem Dei et B.V. Mariae Pro manast. Pardubi. Min, Noc. S.Franc.
- Umíráček, 43 cm vysoký a 31 cm široký pocházející z roku 1695 s nápisem: Melchior Schorer in Linz goos mich.
- Poledník, 36 cm vysoký a 27 cm široký, původní zvon pocházel z roku 1770 a byl přelit roku 1902.

## Galerie

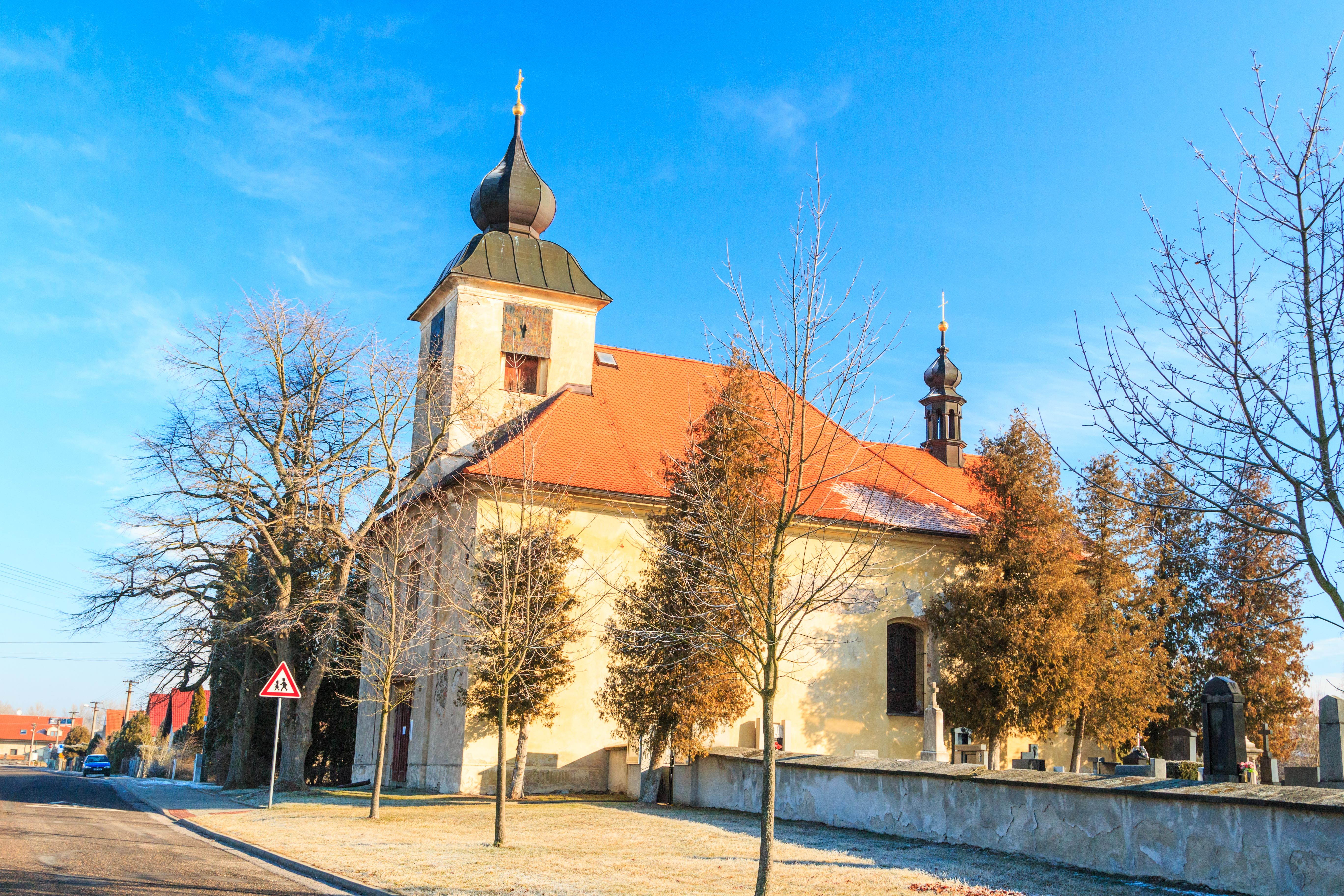
Pohled na kostel svatého Jana Nepomuckého v Lánech na Důlku
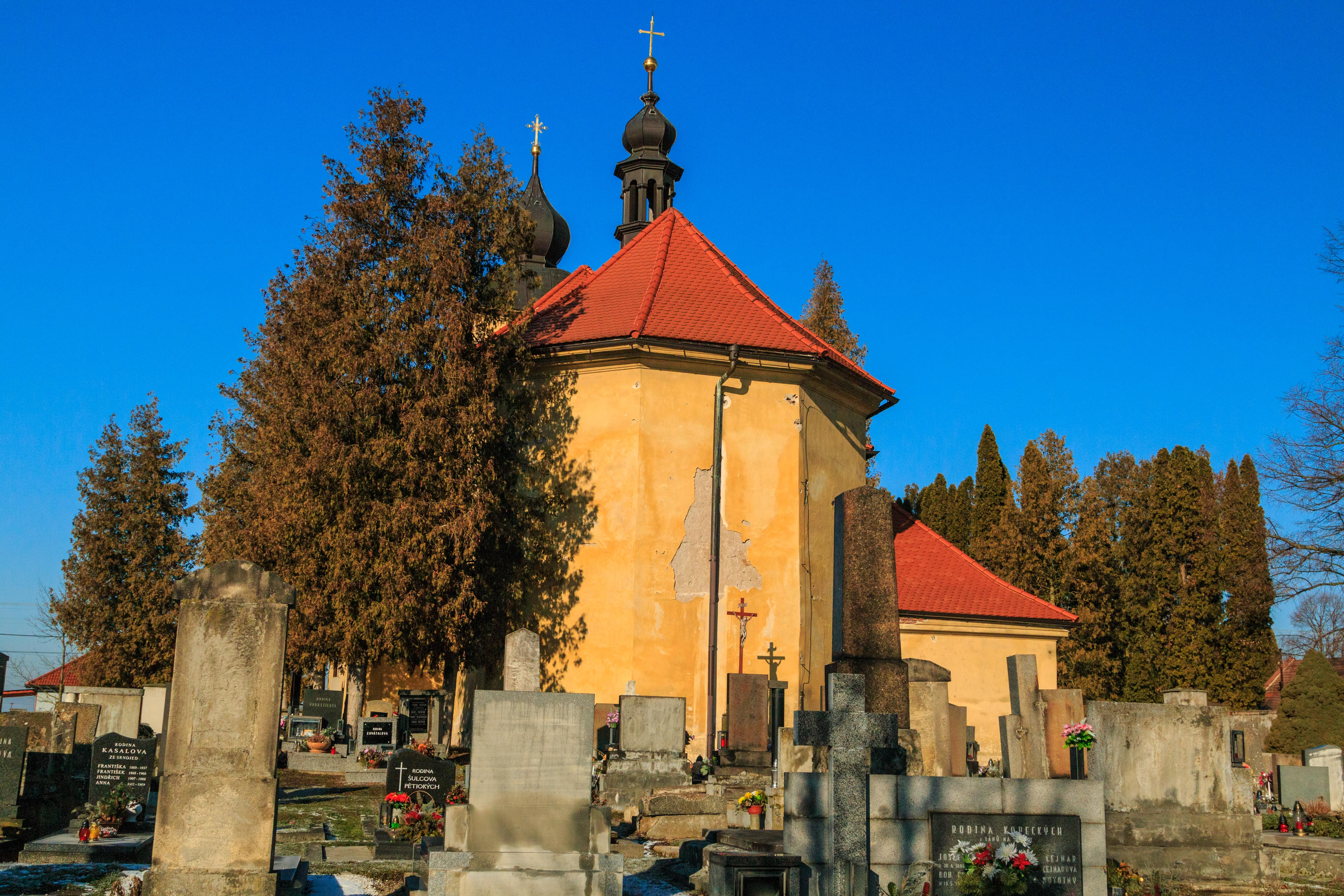
Pohled na kostel svatého Jana Nepomuckého v Lánech na Důlku
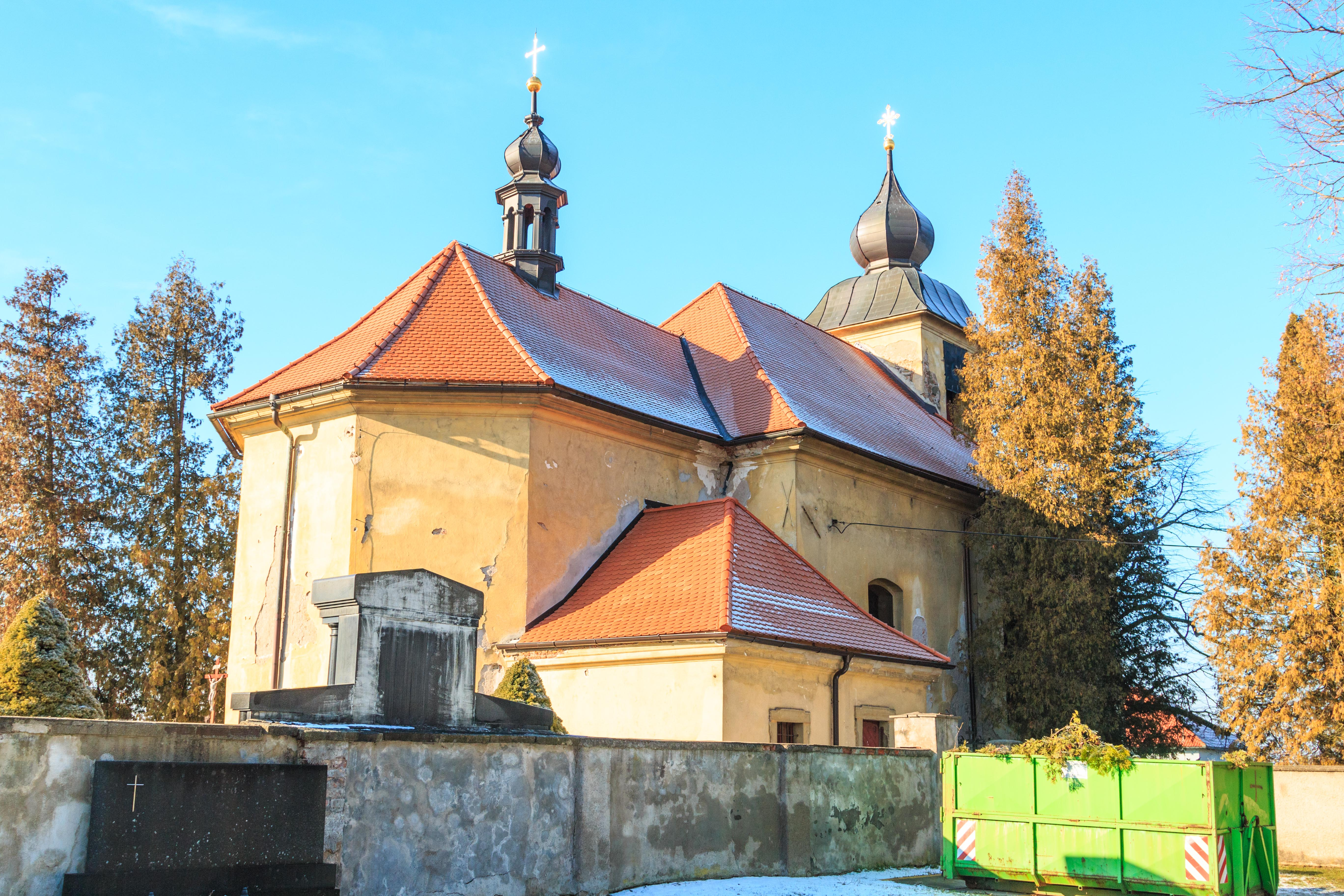
Pohled na kostel svatého Jana Nepomuckého v Lánech na Důlku